# Gustaf Mauritz Armfelt

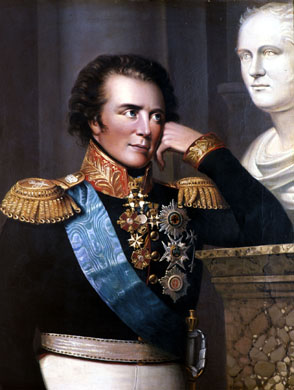
Gustaf Mauritz Armfelt, Porträt von Johan Erik Lindh, 1845, Sammlung der Universität Helsinki

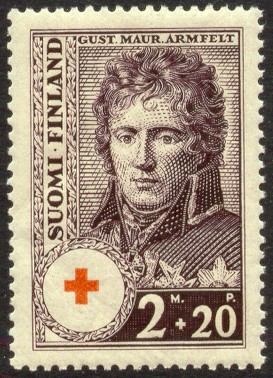
Finnische Briefmarke von 1936

Graf Gustaf Mauritz Armfelt (eingedeutscht oft Gustav Moritz Armfelt, finnisch auch Kustaa Mauri Armfelt; * 1. April 1757 in Marttila/St Mårtens, Finnland; † 19. August 1814 in Zarskoje Selo, Russland) war ein finnlandschwedischer Staatsmann, Militär und Diplomat.

## Leben
Armfelt, Spross einer der angesehensten Familien Finnlands, Sohn des Generalmajors und Landeshauptmanns Baron Magnus Wilhelm Armfelt, schlug die damals übliche Laufbahn junger Adliger ein, trat in die schwedische Armee ein und wurde Offizier in der Leibgarde des Königs. Er gewann bald die vertraute Freundschaft König Gustavs III. Wegen eines Duells fiel er zwar vorübergehend in Ungnade, gewann jedoch nach einem mehrjährigen Auslandsaufenthalt in Paris die Gunst des Königs, der alles Französische schätzte, zurück. Als Gustavs erklärter Günstling bekleidete er bald mehrere Ämter, unter anderem war er Kanzler der Akademie zu Turku und hatte vor allem nach dem Reichstag von 1786 herrschendem Einfluss.
Armfelt galt als aufbrausend, impulsiv und unbedacht und machte sich bei Hof zahlreiche Feinde. Die Freundschaft des Königs bewahrte ihn jedoch vor den Folgen zahlreicher gegen ihn gerichteter Intrigen. 1785 heiratete Armfelt Hedwig (schwed.: Hedvig) de la Gardie. Aus der Ehe ging der Sohn Alexander Armfelt hervor. 1788–1790 tat er sich als Soldat im Krieg gegen Russland hervor und rettete in dieser Zeit dem von Intrigen umgebenen König zweimal Freiheit und Leben. Als Gustav auf Anstiften Russlands von seinen westlichen Nachbarn angegriffen wurde, sandte er Armfelt nach Dalarna. Armfelt bildete hier ein Korps von 18.000 Mann, schlug die Dänen und bestimmte sein Heer, in die Nähe der Hauptstadt zu marschieren, um dem König während des Reichstags von 1789 zur Hand zu sein.
Zum Generalmajor erhoben, unterzeichnete er am 14. August 1790 den Frieden von Värälä, dem 1791 die Offensivallianz mit Russland gegen die französische Revolution folgte. 1792 starb Gustav III. an den Folgen des Attentats durch Anckarström. Auf dem Sterbebett hatte er Armfelt als Statthalter für seinen unmündigen Sohn und Nachfolger Gustav IV. Adolf nominiert, doch nach seinem Tod wurde Armfelt von Herzog Karl (Bruder Gustavs III. und Onkel Gustav IV. Adolf, später als Karl XIII. König von Schweden) und Reuterholm verdrängt. Gemeinsam mit seiner Geliebten Magdalena Rudenschöld, dem Kabinettssekretär J. A. Ehrenström und dem Oberst J. F. Aminoff nahm Armfelt Kontakt zu Zarin Katharina II. auf und führte eine umfangreiche Korrespondenz, in der ein Staatsstreich in Schweden und die Wiederherstellung des Einflusses der Gustavianer diskutiert wurde. Spione deckten die Pläne Armfelts auf, der 1794 in Abwesenheit zum Tode verurteilt wurde. Armfelt war nach Neapel geflohen, wo ihm Asyl gewährt und seine Auslieferung nach Schweden verweigert wurde. Auch Zarin Katharina II bot Armfelt Asyl in der Stadt Kaluga an.
Gustav IV. gab ihm 1799 Rang und Güter zurück und überhäufte ihn mit Gunstbezeugungen. Armfelt wurde zum Gesandten in Wien, 1805 zum Generalgouverneur von Finnland und war im Krieg gegen Napoleon erfolgloser Oberbefehlshaber in Pommern und scheiterte an der geplanten Eroberung Norwegens. Armfelts Verhältnis zu König Gustav IV Adolf kühlte ab, als ihm der Oberbefehl über die schwedischen Truppen entzogen wurde. 1809 war Armfelt an der Absetzung des Königs beteiligt. Im selben Jahr zum Präsidenten des Kriegskollegiums ernannt, nahm er bereits 1810 den Abschied und zog sich durch seine Verbindung mit der Gräfin Piper neue heftige Verfolgungen zu.
Auch mit dem neuen König Karl Johan Bernadotte (Karl XIV.) gab es bald Spannungen. 1811 wurde Armfelt aus Schweden ausgewiesen und begab sich nach Russland in die Dienste von Zar Alexander. Er wurde in den Grafenstand erhoben, zum Präsidenten des Komitees für die finnischen Angelegenheiten und zum Mitglied des Senats ernannt. Er wirkte auf diesem Posten eifrig für die Interessen Finnlands, das ihm die Erhaltung seiner Privilegien sowie die Wiedervereinigung mit Altfinnland verdankte, dessen Bauern, widerrechtlich zu Leibeigenen gemacht, auf seine Veranlassung freigegeben wurden. Gegenüber den russischen Behörden vertrat er zwar einerseits Schwedens Interessen, andererseits glaubte er jedoch nicht an den Erfolg einer Rückeroberung des verlorenen Finnlands durch Schweden. So setzte er sich dafür ein, Finnlands Hauptstadt von Turku nach Helsinki zu verlegen, da Turku aus russischer Sicht geographisch und kulturell zu nahe an Schweden lag. Er folgte seinem neuen Souverän auch in den Feldzug von 1812, trug wesentlich zu dem wichtigen Friedensschluss mit der Türkei bei und weckte in Alexander I. zuerst die Ideen der Emanzipation Polens, der Wiedereinsetzung des Hauses Bourbon sowie der Souveränität des römischen Papstes. Am 19. August 1814 starb er unerwartet in Zarskoje Selo.
1830 erschien in Stockholm seine Autobiografie in Handlingar rörande Sveriges historia.
Sein Sohn Gustav Magnus Armfelt (* 1792) trat 1812 in russische Kriegsdienste, stieg dort bis in die höchsten Ränge auf und starb am 8. Juli 1856 als Generalleutnant und Inspektor der finnischen Nationaltruppen. Eine Urenkelin war die russische Komponistin Alexandrine Armfelt.